# Raszyd Jusupow
Raszyd Jusupow (ros. Рашид Юсупов); ur. 15 maja 1992 w Machaczkale) – rosyjski zawodnik mieszanych sztuk walki (MMA) oraz sanda. Od 27 maja 2016 mistrz M-1 Global w wadze półciężkiej.

## Osiągnięcia

### Mieszane sztuki walki
- 2012: Finalista turnieju M-1 Global w wadze półciężkiej
- od 2016: Mistrz M-1 Global w wadze półciężkiej

## Lista zawodowych walk w MMA
| Wynik     | Bilans | Przeciwnik (bilans przed walką)   | Rozstrzygnięcie                                   | Runda | Czas | Rozgrywki                                              | Data       | Miejsce       | Uwagi                                                              |
| --------- | ------ | --------------------------------- | ------------------------------------------------- | ----- | ---- | ------------------------------------------------------ | ---------- | ------------- | ------------------------------------------------------------------ |
| Przegrana | 12-3   | Jordan Johnson (11-1-1)           | Decyzja (jednogłośna)                             | 3     | 5:00 | PFL 2019 #9: Playoffs                                  | 31.10.2019 | Las Vegas     |                                                                    |
| Wygrana   | 12-2   | Vinny Magalhães (19-11)           | KO (cios pięścią)                                 | 1     | 2:46 | PFL 2019 #9: Playoffs                                  | 31.10.2019 | Las Vegas     |                                                                    |
| Przegrana | 11-2   | Wiktor Niemkow (29-7)             | Decyzja (niejednogłośna)                          | 3     | 5:00 | PFL 2019 #6: Regular Season                            | 08.08.2019 | Atlantic City |                                                                    |
| Wygrana   | 11-1   | Mikhail Mokhnatkin (11-3-2)       | Decyzja (jednogłośna)                             | 3     | 5:00 | PFL 2019 #3: Regular Season                            | 06.06.2019 | Long Island   |                                                                    |
| Przegrana | 10-1   | Rakim Cleveland (18-9-1)          | TKO (przerwanie przez lekarza - kontuzja szczęki) | 3     | 0:01 | PFL 2018 #2: Regular Season                            | 21.06.2018 | Chicago       | Debiut w PFL                                                       |
| Wygrana   | 10-0   | Stjepan Bekavac (19-7)            | TKO (ciosy pięściami)                             | 1     | ?    | Golden Team Championship 1                             | 03.11.2017 | Moskwa        |                                                                    |
| Wygrana   | 9-0    | Stephan Pütz (15-2)               | TKO (przerwanie przez narożnik)                   | 3     | 3:26 | M-1 Challenge 74: Yusupov vs. Puetz                    | 18.02.2017 | Petersburg    | Obronił pas mistrzowski M-1 Global w wadze półciężkiej. Main Event |
| Wygrana   | 8-0    | Wiktor Niemkow (25-5)             | Decyzja (niejednogłośna)                          | 5     | 5:00 | M-1 Challenge 66: Nemkov vs. Yusupov                   | 27.05.2016 | Orenburg      | Zdobył pas mistrza M-1 Global w wadze półciężkiej. Main Event      |
| Wygrana   | 7-0    | Martin Zawada (26-13-1)           | Decyzja (jednogłośna)                             | 3     | 5:00 | M-1 Challenge 63: Puetz vs. Nemkov 2                   | 04.12.2015 | Petersburg    |                                                                    |
| Wygrana   | 6-0    | Mitry Medvedev (7-6)              | KO (cios pięścią)                                 | 1     | 1:32 | M-1 Challenge 57: Battle in the Heart of the Continent | 02.05.2015 | Orenburg      |                                                                    |
| Wygrana   | 5-0    | Anton Nazarenko (0-0)             | Poddanie (dźwignia prosta na staw łokciowy)       | 1     | 2:00 | MixFighter Season 4                                    | 15.06.2014 | Mińsk         |                                                                    |
| Wygrana   | 4-0    | Alexander Laptev (0-0)            | TKO (ciosy pięściami)                             | 2     | 1:16 | Legion Fight 15                                        | 27.04.2014 | Soczi         |                                                                    |
| Wygrana   | 3-0    | Charles Andrade (27-15)           | Decyzja (jednogłośna)                             | 3     | 5:00 | Oplot Challenge 35                                     | 28.02.2014 | Charków       |                                                                    |
| Wygrana   | 2-0    | Dowledżchan Jagszimuradow (3-1-1) | Poddanie (dźwignia prosta na staw łokciowy)       | 2     | 4:45 | ECSF: MMA Grand Prix of Eastern Europe 2               | 16.02.2013 | Nachiczewan   |                                                                    |
| Wygrana   | 1-0    | Emzar Tkeshelashvili (3-2-1)      | TKO (ciosy pięściami)                             | 2     | 2:18 | M-1 Challenge 34: Emelianenko vs. Gluhov               | 15.12.2012 | Moskwa        | Debiut w MMA. Finał turnieju wagi półciężkiej                      |